# Тойла
Тойла (ест. Toila) — невелике селище, розташоване на південному березі Фінської затоки Балтійського моря. Морський курорт. Адміністративний центр волості Тойла в складі повіту Іда-Вірумаа Естонії.

## Історія
У селищі в 1897—1901 роках був збудований на замовлення купця Григорія Єлісеєва палац, а видатний німецький ландшафтний архітектор Куфальдт заклав парк Тойла-Ору.
Палац був в 1934 році викуплений естонськими промисловцями у емігрував до Франції Єлісєєва і подарований президенту Естонії Костянтин Пятс як літня резиденція. Під час Другої світової війни палац був зруйнований .

## Люди, пов'язані з Тойла
- Російський поет Ігор Сєверянін жив у селищі з 1918 до 1935 року[6].
- Президент Естонії Костянтин Пятс з 1934 до 1940 року використовував палац Ору в Тойла як літню резиденцію.